# Kuwaitischer Eishockeyverband
Der Kuwaitische Eishockeyverband ist der nationale Eishockeyverband Kuwaits. 

## Geschichte
Der Verband wurde am 8. Mai 2009 wieder in die Internationale Eishockey-Föderation aufgenommen, nachdem er bereits von 1985 bis 1992 Mitglied gewesen war. Der Verband gehört zu den assoziierten Mitgliedern der IIHF und hat daher in deren Vollversammlung kein Stimmrecht. Aktueller Präsident ist Feheed Hamas Al-Ajmi. 
Der Verband kümmert sich überwiegend um die Durchführung der Spiele der kuwaitischen Eishockeynationalmannschaft. Er organisiert zudem den Spielbetrieb auf Vereinsebene, unter anderem in der kuwaitischen Eishockeyliga.